# Гастингс, Джордж, 8-й граф Хантингдон
Джордж Гастингс (англ. George Hastings; 22 марта 1677, Эшби-де-Ла-Зуш, Лестершир, Королевство Англия — 22 февраля 1705, Лондон, Королевство Англия) — английский аристократ, 8-й граф Хантингдон, 12-й барон Хангерфорд, 10-й барон Молейнс, 13-й барон Ботро и 10-й барон Гастингсс 1701 года. Сын и наследник Теофилуса Гастингса, 7-го графа Хантингдона, от его первого брака, с Элизабет Льюис. Учился в Оксфордском университете, участвовал в войне за испанское наследство (в частности, во взятии Венло и Рурмонда в 1702 году), два года путешествовал по Европе, по возвращении в Англию умер от лихорадки. Не оставил детей, так что владения и титулы перешли к его младшему единокровному брату Теофилусу Гастингсу.